# Krokan, Småland
Krokan är en sjö i Hultsfreds kommun i Småland och ingår i Emåns huvudavrinningsområde.